# إد كرين (سياسي)
إد كرين هو سياسي أمريكي، ولد في 15 أغسطس 1944 في لوس أنجلوس في الولايات المتحدة.